# Орт (монета)

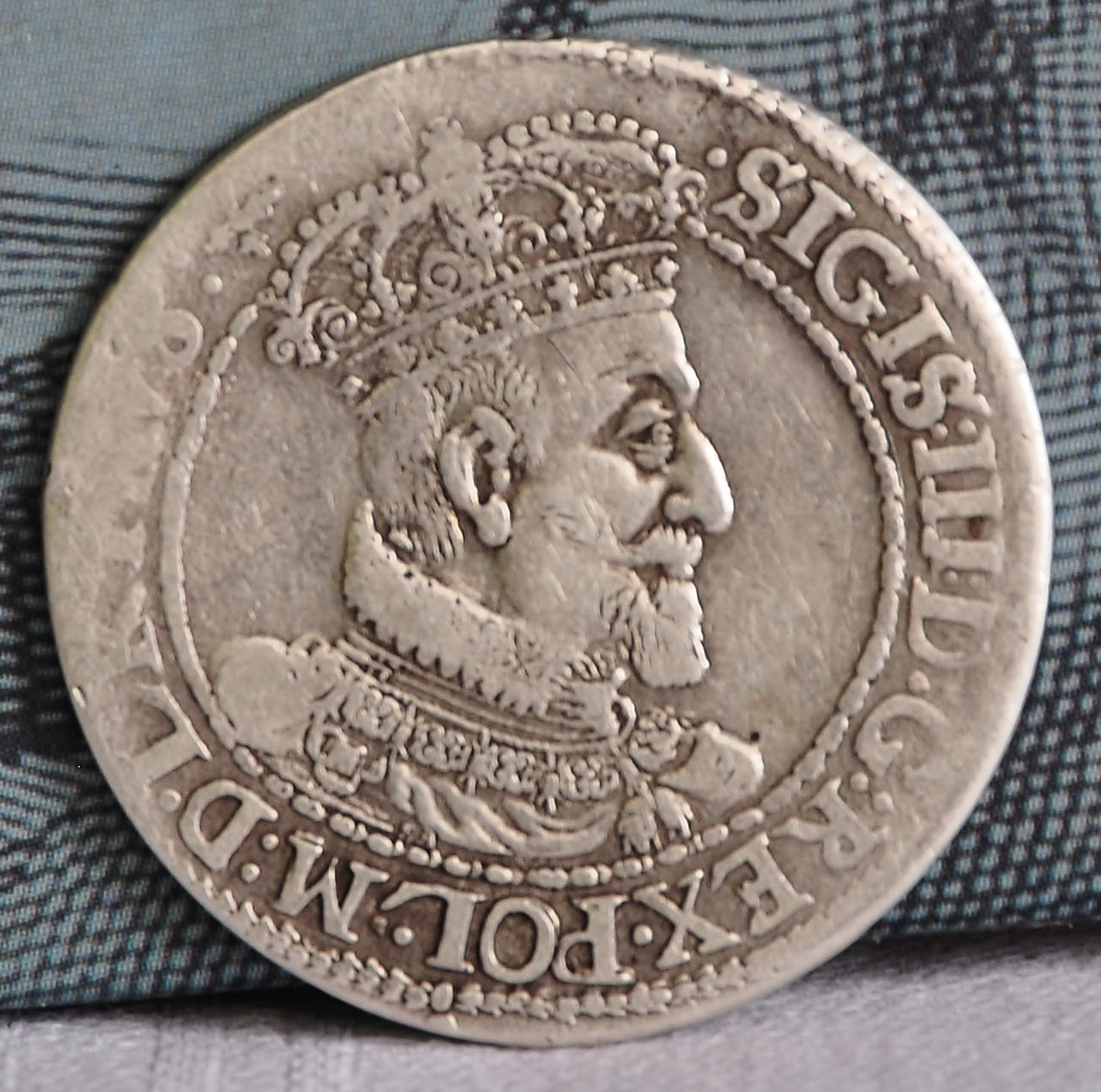
Аверс монети «Орт» з профілем Сигізмунда III Вази, Гданський монетний двір, 1618

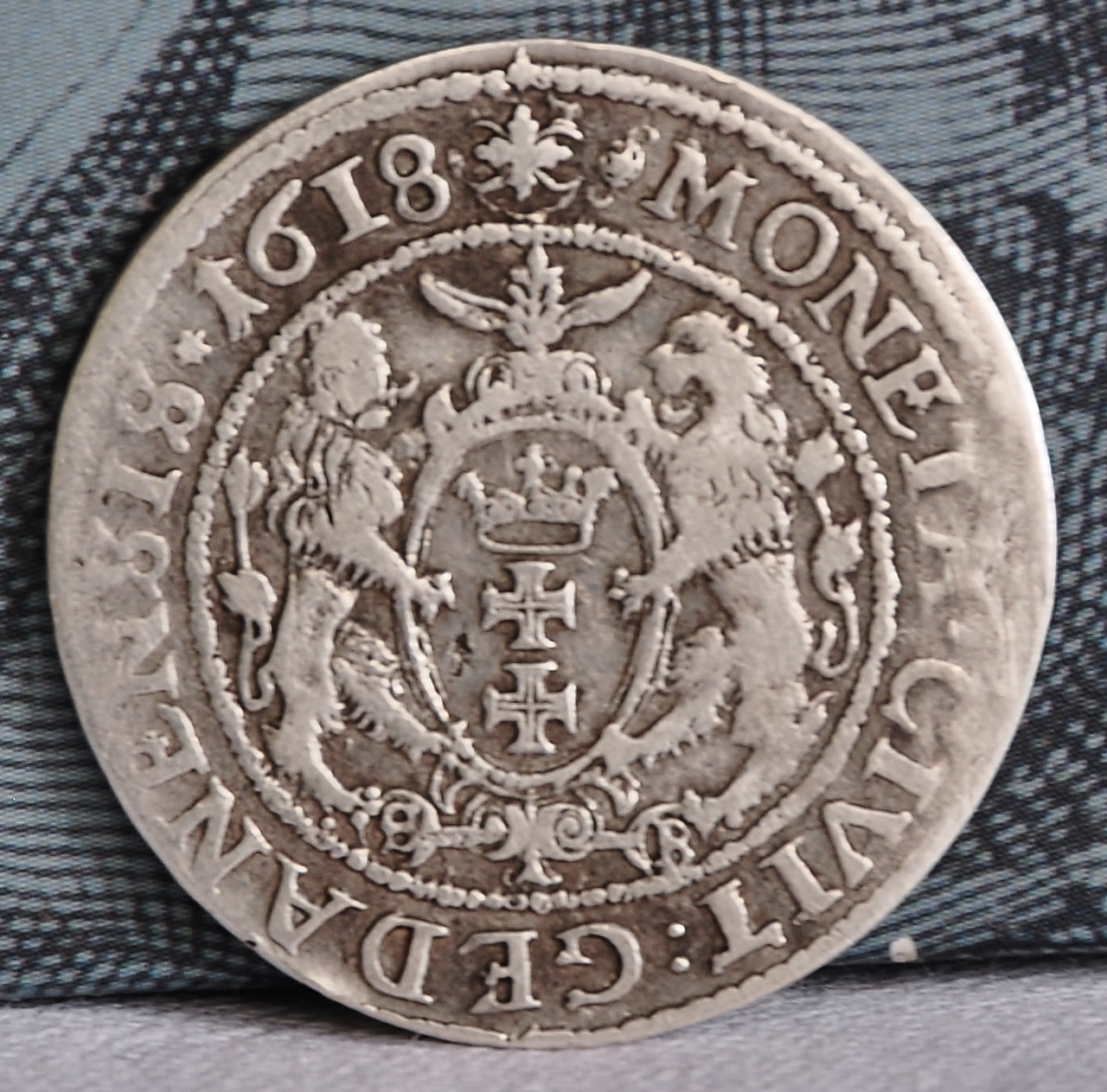
Реверс монети «Орт» з гербом міста Гданська, Гданський монетний двір, 1618. Мюнцмейстер Станіслав Берман

Орт — срібна монета номіналом 1/4 талера, містила від 10 до 18 грошів. Орти карбували в Німеччині, Речі Посполитій та у ВКЛ у XVI–XVIII століттях. Назва походить від нім. Ort — чверть, чвертка.

## Історія
Вперше з'явилися в Німеччині (Пруссія, Бранденбург) («ортсталер», Ortstaler). На лицевій стороні зображення імператорського орла і цифра 4 (1/4 талера), на звороті напис Ortstaler.
В Речі Посполитій перші орти були викарбувані у Гданську в 1608 році за правління короля Сигізмунда III Вази. Карбувались зі срібла 14-ї проби по 29 штук (потім — по 30) з 1-ї гривни. Вага монети складала майже 7 г, вміст срібла — 6 г. Так Гданськ забезпечував свої розрахунки з містами Європи, що сприяло його економіці, а король — свій авторитет. На аверсі — профіль або погруддя короля, на реверсі — герб міста.
За 50 років карбування вміст срібла зменшився до 1/5 талера, в 1677 він становив лише 1/6. За Августа III вміст срібла у металі орта ще зменшився, і він був прирівняний до 18 грошів. У Польщі, крім Ґданська, орти та інші монети карбувались у Познані, Бидгощі (з 1618 року, гіршої якості; орти 1677–1684 років карбувались зі срібла 10-ї проби, вміст — 3,9 г на монету), Любліні, Кракові, Варшаві, Торуні та інших місцях, у ВКЛ — у Вільні, в Швеції — у Стокгольмі, Мальборку.
У середині XVIII століття на зразок польських ортів карбувалась монета в Пруссії, де вона називалась «ахценґрошер» (18 грошів).

## Карбування в Україні
На території сучасної України тогочасний польський монетний двір був у Львові (1656–1657, 1660) та, ймовірно, ще один — у Жовкві.
Відомим є львівський орт Яна Казимира II 1656 року.